# Pouteria subrotata
Pouteria subrotata är en tvåhjärtbladig växtart som beskrevs av Arthur John Cronquist. Pouteria subrotata ingår i släktet Pouteria och familjen Sapotaceae. Inga underarter finns listade i Catalogue of Life.